# Иоселиани, Дмитрий Мелитонович
Дмитрий Мелитонович Иоселиани (груз. დიმიტრი იოსელიანი; 1913, Кутаисская губерния, Кавказское наместничество — 1989) — советский легкоатлет (прыжки с места в длину, высоту, тройной), чемпион и рекордсмен СССР, Заслуженный мастер спорта СССР (1936). Заслуженный деятель физической культуры Грузинской ССР (1950). Отличник физической культуры (1948). Член КПСС.

## Биография
Родился в Сванетии.
Выпускник Тбилисского университета.
Чемпион и рекордсмен Закавказья по тяжёлой атлетике. Многократный чемпион и рекордсмен СССР в прыжках с места. 26 октября 1936 года показал лучший результат в мире в тройном прыжке с места. В том же году установил последние рекорды страны в прыжках с места: высота — 1,63 м, длина — 3,482 м, тройной — 10,155 м. С двух шагов разбега прыгал в высоту на 1,90 м.
В предвоенный период был председателем всесоюзного спортивного общества «Наука».
С 23 июня 1941 года — участник Великой Отечественной войны. Служил парторгом в 1-й Московской Пролетарской дивизии. Летом 1941 года в период тяжелых оборонительных боев у Березины был ранен и оказался на территории оккупированного Борисова. Местные жители укрыли и выходили раненого, снабдили его документами на другую фамилию (Алексей Поплевко). Вскоре Иоселиани оказался в партизанском отряде, участвовал в организации множества диверсий против немцев.
В 1945 году назначен директором Грузинского института физической культуры, работал в должности пять лет. Затем учился в аспирантуре, в 1955 году защитил диссертацию на соискание ученой степени кандидата педагогических наук на тему «Методика развития прыгучести у волейболистов с использованием специальных снарядов». В 1956—1983 гг. — заведующий кафедрой лёгкой атлетики Грузинского института физической культуры, доцент, профессор. Возглавлял школу высшего спортивного мастерства, с 1982 года работал директором СДЮСШОР Грузсовпрофа.
Скоропостижно скончался 6 марта 1989 года.

## Награды и звания
- Заслуженный мастер спорта СССР (1936);
- Заслуженный деятель физической культуры Грузинской ССР (1950);
- Орден Ленина (30.12.1948);
- Орден «Знак Почёта» (22.03.1936);
- Орден Отечественной войны I степени (6.04.1985);
- Медаль «Партизану Отечественной войны» I степени;

и другие.